# Leung Sui Wing
Leung Sui Wing (Xinès: 梁帥榮) és un exfutbolista i actual entrenador de Macau des del 2010.

## Internacional
Va ser internacional amb Hong Kong arribant a ser el capità entre l'any 1982 i 1989. Va jugar la classificació per al mundial on van eliminar la Xina.

## Carrera

### Com a jugador
| Club            | País      | Any         |
| --------------- | --------- | ----------- |
| Happy Valley AA | Hong Kong | 1976 - 1997 |

### Com a entrenador
| Club                        | País  | Any         |
| --------------------------- | ----- | ----------- |
| Selecció de futbol de Macau | Macau | 2008 - 2014 |